# Linda Purl
Linda Purl, est une actrice américaine née le 2 septembre 1955 à Greenwich (Connecticut).

## Biographie
Elle est née le 2 septembre 1955 à Greenwich, Connecticut, aux États-Unis. 
Son père et sa mère sont acteurs à Broadway. 
À l'âge de cinq ans, la famille déménage au Japon. 
Puis elle revient aux États-Unis à l'âge de quinze ans. 
Elle a étudié l'art au Lee Strasberg Theatre and Film Institute à Manhattan.
Puis elle débute au cinéma en 1973 dans Jory.
Elle a été mariée quatre fois. La première fois en 1980 avec Desi Arnaz Jr, le couple divorce en 1981. De 1988 à 1992, elle est mariée avec William Broyles. En 1993, elle se marie avec Alexander Cary, ils ont un fils Lucius né en 1995. Ils divorcent en 1999. De 2006 à 2011, elle est mariée à James Vinson Adams.
En juillet 2020, Linda Purl commence une relation avec l'acteur Patrick Duffy connu pour avoir entre autres joué dans la série télévisée Dallas.

## Filmographie
- 1973 : Jory de Jorge Fons : Amy Barron
- 1974 : Hawaï police d'État (Hawaii Five-O), épisode : The Hostage : Ruthie
- 1975, 1982-1983 : Happy Days :  Ashley Pfister/Gloria (27 épisodes)
- 1975 : Crazy Mama : Cheryl
- 1977 : The Waltons, épisode : Heartbreaker
- 1981 : Terreur à l'hôpital central : Sheila
- 1984 : Les Derniers Jours de Pompéi : Nydia
- 1985 : Arabesque, épisode : Murder At The Oasis : Terry Shannon
- 1986–87 : Matlock, saison 1 : Charlene Matlock
- 1986 : Au-dessus de la loi (téléfilm) : Arlene Robins
- 1986 : La Grande Aventure de la Bible (The Greatest Adventure: Stories from the Bible), épisode :  Samson And Delilah :  Delilahi
- 1988 : Arabesque, épisode : Mourning the Wisterias : Crystal Wendle
- 1993 : Arabesque, épisode : Dead Eye : Laura Callan
- 1998 : Walker Texas Ranger; épisode : Crusader : Barbara Conway
- 1998 : Mighty Joe Young : Dr. Ruth Young
- 2002 : First Monday : Sarah Novelli (12 épisodes)
- 2003 : Fear of the Dark (film)
- 2003 : Preuve à l'appui : Joan (1 épisode)
- 2004 : L'Enfant inconnu : Katherine Norris (téléfilm)
- 2009 : Bones : Mrs. Diana Annenburg (1 épisode)
- 2010 : Esprits criminels : Colleen Everson (1 épisode)
- 2010 : Desperate Housewives : Lillian Allen (1 épisode)
- 2010 : Lie to Me  : Meredith Spencer (saison 3, épisode 1)
- 2011 : Homeland : Elizabeth Gaines (3 épisodes)
- 2012 : True Blood : Barbara Pelt (2 épisodes)
- 2009-2013 : The Office : Helene Beesly (8 épisodes)
- 2014 : Major Crimes : Doris (1 épisode)
- 2014 : Reckless : La Loi de Charleston : Barbara Fortnum (4 épisodes)
- 2017 : Designated Survivor : Julia Rombauer (1 épisode)
- 2018 : Code Black : Madeline Mandel (1 épisode)